# Boris Kuzněcov (boxer)
Boris Georgijevič Kuzněcov (rusky Борис Георгиевич Кузнецов; 23. února 1947, Astrachaň, Sovětský svaz – 3. května 2006) byl sovětský boxer.
Na Letních olympijských hrách 1972 v Mnichově získal zlatou medaili ve váhové kategorii do 57 kg. Je též držitelem stříbrné medaile z MS 1974.